# Кэйлин
Кэйлин (англ. Kaylynn, род. 26 сентября 1977 года, Бирмингем, Алабама, США) — американская порноактриса, лауреат премии XRCO Award.

## Биография
Родилась 26 сентября 1977 года в Бирмингеме, штат Алабама. Выросла в Нью-Йорке, Массачусетсе и Род-Айленде. Перед тем, как начала сниматься в фильмах для взрослых, работала охранником, кассиром, упаковщицей и стриптизёршей.
Дебютировала в порноиндустрии в 1998 году, в возрасте около 21 года; первый фильм — More Dirty Debutantes 86.
Снялась более чем в 440 фильмах. В 2017 году прекратила съёмки в фильмах для взрослых.
В 2004 году выступила режиссёром для картины Oral Antics.

## Премии
- 2001 XRCO Award в категории Orgasmic Oralist[5]
- 2002 XRCO Award в категории Orgasmic Oralist[5]

## Избранная фильмография
- 2014: Big Anal Booties 2
- 2013: Anal Training Day
- 2012: Babe Buffet: All You Can Eat
- 2011: MILF Strap 2: Give Mommy Your Ass
- 2010: Kittens and Cougars 3
- 2009: [No Man's Land: Girls in Love 3
- 2008: Insatiable Lesbians 3
- 2007: No Man's Land Coffee and Cream 1
- 2006: Pussy Party 16
- 2005: Girlvana 1
- 2004: No Man's Land Interracial Edition 7
- 2003: No Man's Land Director's Choice
- 2002: The Violation of Violet Blue
- 2001: Buttslammers 21
- 2001: No Man's Land Latin Edition 2
- 2001: The Violation of Kiki Daire
- 2001: The Violation of Kate Frost
- 2000: No Man's Land Interracial Edition 5
- 2000: No Man's Land 30
- 1999: No Man's Land 28
- 1999: Four Finger Club 7
- 1998: Backseat Driver 4